# えばんふみ
えばん ふみ（9月19日 - ）は、日本の漫画家。福岡県出身。血液型はA型。
2004年、第55回りぼん新人漫画賞で準入選を受賞し、デビュー。当初は「江斑ふみ（えばんふみ）」というペンネームで活動していたが、初連載作品である「木々のゆくえ」からは「えばんふみ」と改名して活動している。「えばんふみ」というペンネームは、小中学時代のあだ名「ふみばん」にちなんでいる。
2011年を最後に『りぼん』での活動を終え、2012年から「夏芽ミカン（なつめ みかん）」のペンネームで『花とゆめ』（白泉社）で読み切りや短期連載を発表している。
『Cookie』（集英社）2016年1月号から再び「えばん ふみ」名義で活動を始めている。
『デジタルマーガレット』（集英社）2022年12月より「笹 花火（ささ はなび）」名義でも活動を始めている。

## 作品リスト

### 江斑ふみ名義
単行本では「えばんふみ」で統一
- 春風吹く島（デビュー作・2005年『りぼん冬休みびっくり大増刊号』掲載）
- ハーモニー（2005年『りぼんオリジナル4月号』掲載）
- サンタになりたい（2006年『りぼん冬休みチャレンジ！大増刊号』掲載）
- ミドリの架け橋（2006年『りぼん春のチャレンジ！大増刊号』掲載）
- きっと輝ける（2006年『りぼん夏休み超びっくり大増刊号』掲載）
- 3月の夢（初本誌・『りぼん』2007年3月号掲載）
- 声になる（2007年『りぼん春の超びっくり大増刊号』掲載）

### えばんふみ名義
- 木々のゆくえ（初連載・全3回・『りぼん』2007年7月号 - 9月号掲載）
- 光の巣へ（連載・全6回・『りぼん』2007年12月号 - 2008年5月号掲載）
- こもれび。（連載・全5回・『りぼん』2008年8月号 - 12月号掲載）
- 温度（2009年『冬休み大増刊号りぼんスペシャル』掲載）
- だけど、あまのじゃく（2009年『夏の大増刊号りぼんスペシャルハート（およびダイヤ）』掲載）
- 夜明け前に（2010年『冬の大増刊号りぼんスペシャル』掲載）
- ブルーフレンド（連載・『りぼん』2010年5月号 - 11月号および2011年『冬の大増刊号りぼんスペシャル』掲載）
  - ブルーフレンド〜second season〜（連載・『りぼん』2011年7月号 - 11月号掲載）
  - ブルーフレンド〜虹色の彼女〜（2011年『秋の大増刊号りぼんスペシャルリアル』掲載[4]） - 『青春はゾンビでした』第1巻に収録
- 君と僕のさがしもの（2010年『夏の大増刊号りぼんスペシャルオレンジ』掲載）
- 青春はゾンビでした[5]（『Cookie』2016年1月号[6] - 2017年7月号[7]、全3巻）
- 幼な妻でごめんっ!（『ザ マーガレット』2017年8月号[8]、2018年4月号[9] - 2021年夏号[10]、全6巻）
- 天使のハネ（原作：如月園、『Cookie』2024年9月号（読み切り[11]）、2024年11月号[12] - 2025年5月号[13]（短期集中連載[12]））

### 夏芽ミカン名義
- 迷子の果実（『花とゆめ』2012年8号掲載） - 第434回HMC優秀賞・新人賞受賞
- 歌えないFairy（『花とゆめonline』掲載）
- まるふく片想い（『花とゆめonline』、『花とゆめ』2012年15号掲載）
- 大みそか、ぼっちなう?（『花とゆめ』2013年1号掲載）
- キスはアドリブで（『ザ花とゆめ』2013年6/1号掲載）
- フジョシ×コイカツ（『花とゆめ』2013年21号掲載）
- 春の3人の帰り道（『花とゆめ』2014年13号掲載） - 高屋奈月『フルーツバスケット』のトリビュート漫画
- パパには秘密なのですが（『花とゆめ』2014年14号 - 16号・19号・22号掲載）
- うさぎくんのしつけ方。（『花とゆめ』2015年6号・12号・13号掲載）
- 恋するストーカー（『ザ花とゆめ』2015年12/1号掲載）

### 笹花火名義
- 関谷先生、恋のリハビリお願いします。-ココロとカラダの快感療法-[14]（『デジタルマーガレット』2022年12月6日[15] - 2023年8月22日配信[16]）

## 書誌情報

### えばんふみ名義
- 『3月の夢』 集英社〈りぼんマスコットコミックス〉、2007年6月15日初版発行、ISBN 978-4-08-856749-5
- 『木々のゆくえ』 集英社〈りぼんマスコットコミックス〉、2007年11月15日初版発行、ISBN 978-4-08-856784-6
- 『光の巣へ』 集英社〈りぼんマスコットコミックス〉、2008年5月15日初版発行、ISBN 978-4-08-856814-0
- 『こもれび。』 集英社〈りぼんマスコットコミックス〉、2009年1月15日初版発行、ISBN 978-4-08-856865-2
- 『だけど、あまのじゃく』 集英社〈りぼんマスコットコミックス〉、2010年4月15日初版発行、ISBN 978-4-08-867049-2
- 『ブルーフレンド』 集英社〈りぼんマスコットコミックス〉
  1. 2010年9月20日初版発行、ISBN 978-4-08-867075-1
  2. 2011年2月20日初版発行、ISBN 978-4-08-867099-7
  3. 2011年11月20日初版発行、ISBN 978-4-08-867154-3
- 『青春はゾンビでした』集英社〈マーガレットコミックス〉
  1. 2016年7月25日発売[17]、ISBN 978-4-08-845614-0
  2. 2016年12月22日発売[18]、ISBN 978-4-08-845688-1
  3. 2017年7月25日発売[19]、ISBN 978-4-08-845795-6
- 『幼な妻でごめんっ!』集英社〈マーガレットコミックス〉
  1. 2019年1月25日発売[20]、ISBN 978-4-08-844152-8
  2. 2019年2月25日発売[21]、ISBN 978-4-08-844164-1
  3. 2019年10月25日発売[22]、ISBN 978-4-08-844250-1
  4. 2020年3月25日発売[23]、ISBN 978-4-08-844295-2
  5. 2020年11月25日発売[24]、ISBN 978-4-08-844431-4
  6. 2021年10月25日発売[25]、ISBN 978-4-08-844558-8

### 夏芽ミカン名義
- 『まるふく片想い』 白泉社〈花とゆめコミックス〉、2013年2月20日初版発行、ISBN 978-4-59-219764-5
- 『パパには秘密なのですが』 白泉社〈花とゆめコミックス〉、2015年2月20日初版発行、ISBN 978-4-59-219622-8